# Gottschalk Mayer
Gottschalk Moses Elias Mayer (geboren am  5. April 1761 in Mannheim; gestorben am 19. November 1835 ebenda) war kurfürstlich pfälzischer Hoffaktor in Mannheim (1779–1835), Inhaber und Gründer der Firma „Gebr. Mayer Zigarrenfabriken“ (erwähnt 1787), Herr auf Gut Ellerstadt, Kreis Bad Dürkheim (ab 1797) und ab 1806 Vorsteher der israelitischen Gemeinde in Mannheim.

## Familie
Gottschalk Mayer war der Sohn des Mannheimer Oberhoffaktors Elias Mayer aus Stuttgart und der Judle Geseke.
Nach seiner Verlobung 1782 im hessischen Fulda heiratete er (wohl in Dresden) im Sommer 1783 Eva Lehmann, die Tochter des Dresdner Kaufmanns Lehmann Josef Nathan und seiner Ehefrau Bele. Seine Ehe wurde durch den kurpfälzischen Gesandten in Dresden, Theodor Freiherr von Hallberg-Broich, angebahnt und führte zu einer Zusammenkunft in Fulda, wo die künftigen Brautleute Gottschalk und Eva im Beisein der Eltern Verlobung feierten. Nach Berichten seines Sohnes Julius Lehmann war der 21-jährige Gottschalk Mayer nach eigenen Worten bei seiner Verlobung noch sehr jung und unerfahren.
Sein Enkel war der bekannte Dirigent Hermann Levi (1839–1900).

## Leben
Gottschalk Mayer wurde 1779 schon mit 18 Jahren durch Kurfürst Karl Theodor „in Ansehung der von dessen Vater, Unserm Oberhoffaktor Mayer Elias bewiesenen Treue und Eifer“ zum kurfürstlich pfälzischen Hoffaktor ernannt mit einem „einstweiligen“ Jahresgehalt von 200 Gulden. Später, im Jahr 1818, soll er der einzige in Mannheim ansässige Hoffaktor gewesen sein. Er behielt den Titel „pfälzischer Hoffaktor“ bis zu seinem Tod in 1835, obwohl Mannheim ab 1803 zu Baden gehörte.
Die Brüder Gottschalk und Ignaz Mayer betrieben die Firma „Gebr. Mayer Zigarrenfabriken“ zunächst gemeinsam, bis Ignaz 1805 nach München zog, wo er 1824 verstarb. Bereits im Kriegsjahr 1787 übernahm diese Firma – trotz der väterlichen Abmachung mit dem Kurfürsten, keine Regierungsgeschäfte mehr tätigen zu sollen – wieder eine bedeutende Lieferung für die pfälzischen Truppen. Auf Intervention des Vaters wurde dieses Geschäft jedoch sofort wieder rückgängig gemacht und Ignaz' späterer Schwiegervater Selig Leimen übernahm dieses Regierungsgeschäft. Die „Gebr. Mayer Zigarrenfabriken“ aber verzichteten entsprechend dem seinerzeit ihrem Vater durch den Kurfürsten gemachten Versprechen auf weitere Regierungsgeschäfte und verlegten sich stattdessen auf Kreditgeschäfte.
Von Händlern nun auch zu Bankiers geworden, kauften sie dem verschuldeten Franz Graf von Sickingen 1797 sein Gut Ellerstadt im Bezirk Neustadt bei Bad Dürkheim ab, bauten dort Wein an und wurden nun außerdem noch zu Kaufleuten und Likör-Fabrikanten bzw. -Händlern. Gottschalks Sohn Julius Lehmann nannte in seinen Erinnerungen seinen Vater einen „Manschettenbauern“ – wegen seines „agrarischen Spleens“ trotz Fehlens jeglicher praktischer Erfahrung.
Bedingt durch die Auswirkungen der Französischen Revolution und deren Kriegsfolgen gerieten einige regionale Herrscherhäuser in Finanznöte, wie z. B. Carl Friedrich Wilhelm Fürst zu Leiningen-Dagsburg-Hardenburg (1724–1807), denen Gottschalk Mayer großzügige Kredite ohne jegliche Sicherheiten gewährte. Beide Schuldner zeigten sich ihm erkenntlich, indem sie ihm nach Friedensschluss nicht nur ihre Schulden zurückzahlten, sondern zusätzlich eine Pensionszahlung bis Lebensende garantierten. Herzog Wilhelm von Bayern zahlte so nach einer Verfügung von 1790 jährlich 300 Gulden.
Gottschalks Bruder Ignaz verließ 1805 die gemeinsame Firma und zog nach München, um dort zu heiraten.
Anders als sein Vater, nicht mehr von der Hofgesellschaft geprägt, gehörte er dem aufstrebenden jüdischen Wirtschaftsbürgertum an. Dieses versuchte, an das christliche Wirtschaftsbürgertum angenähert, mehr Einfluss in der Stadt zu gewinnen, aber sich vor allem für die Rechte der jüdischen Gemeinde einzusetzen.
Mayer war ab 1806 Vorsteher der jüdischen Gemeinde und 1809 zusammen mit Wolf Ladenburg, dem Gründer des Bankhauses Ladenburg, einer von fünf Mannheimer Vertretern bei der ersten Landesdeputierten-Versammlung der badischen Juden in Karlsruhe.
In den Jahren nach Friedensschluss kam es in einem Rechtsstreit aufgrund eines Übersetzungs- und Formfehlers fast so weit, dass Gottschalk Mayer gefährdet war, seinen gesamten Besitz zu verlieren, wenn er nicht doch schließlich 1813 beim Obertribunal sein Recht bekommen hätte und der Vorgang 1827 endlich abgeschlossen worden wäre.